# عمر بن خالد الصيداوي
عمرو بن خالد الأسدي الصيداوي كان من الكوفيين، صَحِب الحسين بن علي وشارك في معركة كربلاء.

## في يوم عاشوراء
وبعد أن هرب عمرو من جيش ابن زياد، فر من الكوفة ومعه غلامه سعد، ومجمع بن عبد الله العايض، ونافع بن هلال، وبإرشاد من تريمة انضم إلى قافلة الحسين بن علي في عصيب الهجانات. وأراد الحر أن يأسرهم أو يردهم، ولكن الحسين منعه من ذلك.